# Nyír (település)
Nyír (más néven Alsónyír, szlovákul Nýrovce) Nyírágó településrésze, 1941-ig önálló község Szlovákiában, a Nyitrai kerület Lévai járásában.

## Fekvése
Lévától 31 km-re délre fekszik.

## Története
Bars vármegye monográfiája szerint "Nyir, Esztergom vármegye határán fekvő magyar kisközség, 353 róm. kath. vallású lakossal. E községet IV. Béla király 1249-ben Archinus kamaragrófnak adományozta. 1423-ban a győrödi Pobor család birtokában van. Az 1527-iki összeírásban mint „Barthamas földe” és teljesen puszta hely szerepel. A XVII. században az Ebeczky, majd a Sipeky család a földesura, mely utóbbinak itt híres ménese volt. Itt volt elhelyezve ez időben a vármegye ménese is. A XVII. és a XVIII. században állandóan Nyér néven találjuk említve. Most Breunner Ágost gróf örököseinek van itt nagyobb birtokuk. Katholikus templomának építési ideje meg nem állapítható. Ide tartoznak Dolina és Nyir puszták is. Postája Nagymálas, távirója és vasúti állomása Zseliz."
A trianoni békeszerződésig Bars vármegye Lévai járásához tartozott.

## Népessége
1910-ben 298, túlnyomórészt magyar lakosa volt.
2001-ben Nyírágó 569 lakosából 415 magyar és 153 szlovák.

## Külső hivatkozások
- Nyírágó hivatalos oldala
- Községinfó
- Nyírágó Szlovákia térképén
- A község az Ipolymenti régió turisztikai honlapján
- E-obce.sk Archiválva 2008. május 30-i dátummal a Wayback Machine-ben